# Nia Sioux
Nia Sioux Frazier (* 20. Juni 2001 in Pittsburgh, Pennsylvania) ist eine US-amerikanische Schauspielerin, Synchronsprecherin und Sängerin.

## Leben
Sioux wurde am 20. Juni 2001 in Pittsburgh als Tochter von Holly Frazier und Evan Frazier geboren. Sie hat zwei Brüder. Erste Erfahrungen mit der Fernsehindustrie sammelte sie ab 2011 in der Reality-TV-Serie Dance Moms gemeinsam mit ihrer Mutter. Bis einschließlich 2017 wirkte sie in 197 Episoden mit. 2018 gab sie ihr Filmschauspieldebüt in Runnin’ from My Roots. Von 2018 bis 2019 war sie in 59 Episoden der Fernsehserie Reich und Schön in der Rolle der Emma Barber zu sehen. Danach bis 2020 wirkte sie in der Webserie Sunnyside Up mit. 2021 stellte sie die Hauptrolle der Hanna Brooks im Fernsehfilm Imperfect High dar. Dieser wurde am 18. September 2021 auf Lifetime Television gezeigt. Im selben Jahr wirkte sie außerdem im Spielfilm I Am Mortal in der Rolle der Sonitas mit. 2022 hatte sie eine Episodenrolle in der Fernsehserie Choreographers React inne. 2024 stellte sie eine Nebenrolle im Film Mean Girls – Der Girls Club dar.

## Filmografie (Auswahl)

### Schauspiel
- 2018: Runnin’ from My Roots
- 2018–2019: Reich und Schön (The Bold and the Beautiful, Fernsehserie, 59 Episoden)
- 2019–2020: Sunnyside Up (Webserie, 8 Episoden)
- 2020: Disney Channel: Zombies 2 – The Collab (Kurzfilm)
- 2021: Imperfect High (Fernsehfilm)
- 2021: I Am Mortal
- 2022: Choreographers React (Fernsehserie, Episode 1x04)
- 2024: Mean Girls – Der Girls Club (Mean Girls)

#### Musikvideos
- 2011: Lux: It’s Like Summer
- 2012: Brooke: Summer Love Song
- 2014: Mack Z: It’s a Girl Party
- 2014: Todrick Hall: Freaks Like Me
- 2015: MattyB: Turn Up the Track
- 2015: Nia Sioux: Slay
- 2016: Todrick Hall Feat. Abby Lee Dance Company: Dance

### Synchronisationen
- 2019: The JoJo & BowBow Show Show (Zeichentrickserie, 3 Episoden)